# Аллегрини, Алессио
Але́ссио Аллегри́ни (итал. Alessio Allegrini; род. 1972, Поджо-Миртето) — итальянский валторнист, солист оркестра театра «Ла Скала» и оркестра Национальной академии Святой Чечилии, лауреат международных конкурсов.

## Биография
Аллегрини получал музыкальное образование в Национальной академии Санта-Чечилия в Риме и в Музыкальной академии Киджи в Сиене. Его педагогами были валторнисты Лучано Джулиани и Михаэль Хёльцель.
Алессио Аллегрини начал свою исполнительскую карьеру в качестве солиста оркестра оперного театра «Ла Фениче» в Венеции. После этого он в течение нескольких лет был солистом оркестра знаменитого Миланского театра «Ла Скала» под руководством Рикардо Мути. В настоящий момент Аллегрини — солист оркестра Национальной академии Святой Чечилии в Риме. Кроме того, он регулярно выступает как приглашенный солист-валторнист в Берлинском филармоническом оркестре.
Помимо работы в ведущих итальянских оркестрах, Аллегрини постоянно концертирует в качестве солиста и в составе различных камерных ансамблей по всему миру: от крупнейших городов Европы до деревень в южноамериканских Андах.
Алессио Аллегрини — лауреат престижных музыкальных международных конкурсов «Пражская весна» (1997, вторая премия) и конкурса ARD в Мюнхене (1999, вторая премия).